# Akodon leucolimnaeus
Akodon leucolimnaeus е вид гризач от семейство Хомякови (Cricetidae).

## Разпространение
Видът е разпространен в Аржентина.

## Описание
Популацията на вида е намаляваща.